# Maison Jáhn
La Maison Jáhn (en hongrois : Jáhn-ház) est un édifice situé dans le 7e arrondissement de Budapest.